# Leroy Mathiot
Leroy Mathiot (17 febbraio 1992) è un calciatore seychellese, di ruolo difensore.